# Pocilloporidae
Famille
Pocilloporidae est une famille de scléractiniaires (coraux durs).

## Liste des genres
| Selon World Register of Marine Species (18 novembre 2014) : - genre Pocillopora Lamarck, 1816 — 25 espèces - genre Seriatopora Lamarck, 1816 — 9 espèces - genre Stylophora Schweigger, 1820 — 8 espèces | Selon ITIS (18 novembre 2014) : - genre Madracis Milne-Edwards & Haime, 1849 - genre Palauastrea Yabe & Sugiyama, 1941 - genre Pocillopora Lamarck, 1816 - genre Seriatopora Lamarck, 1816 - genre Stylophora Schweigger, 1819 |

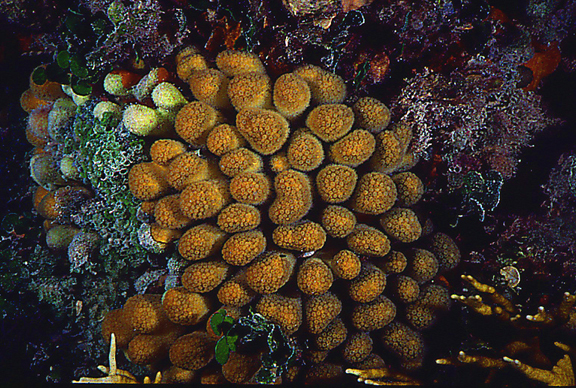
Madracis mirabilis
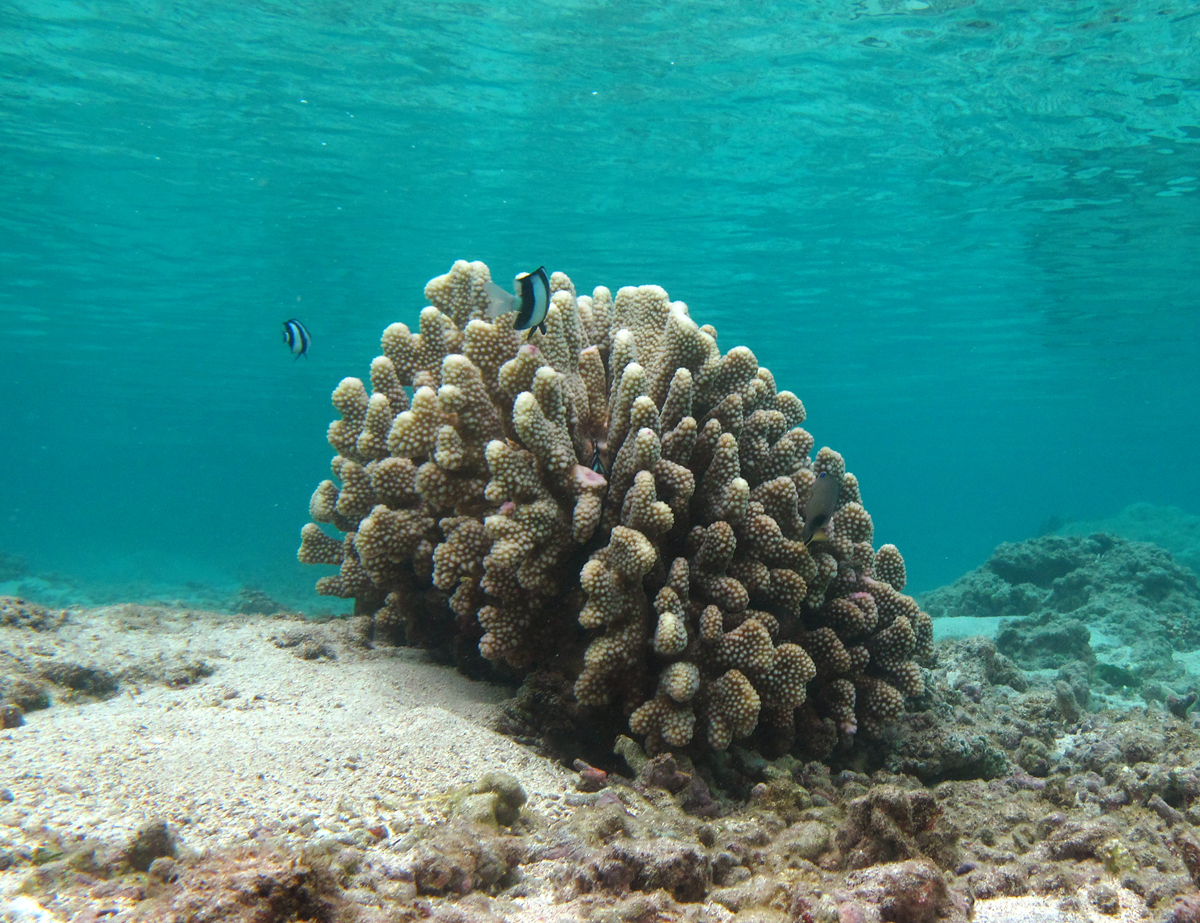
Pocillopora grandis
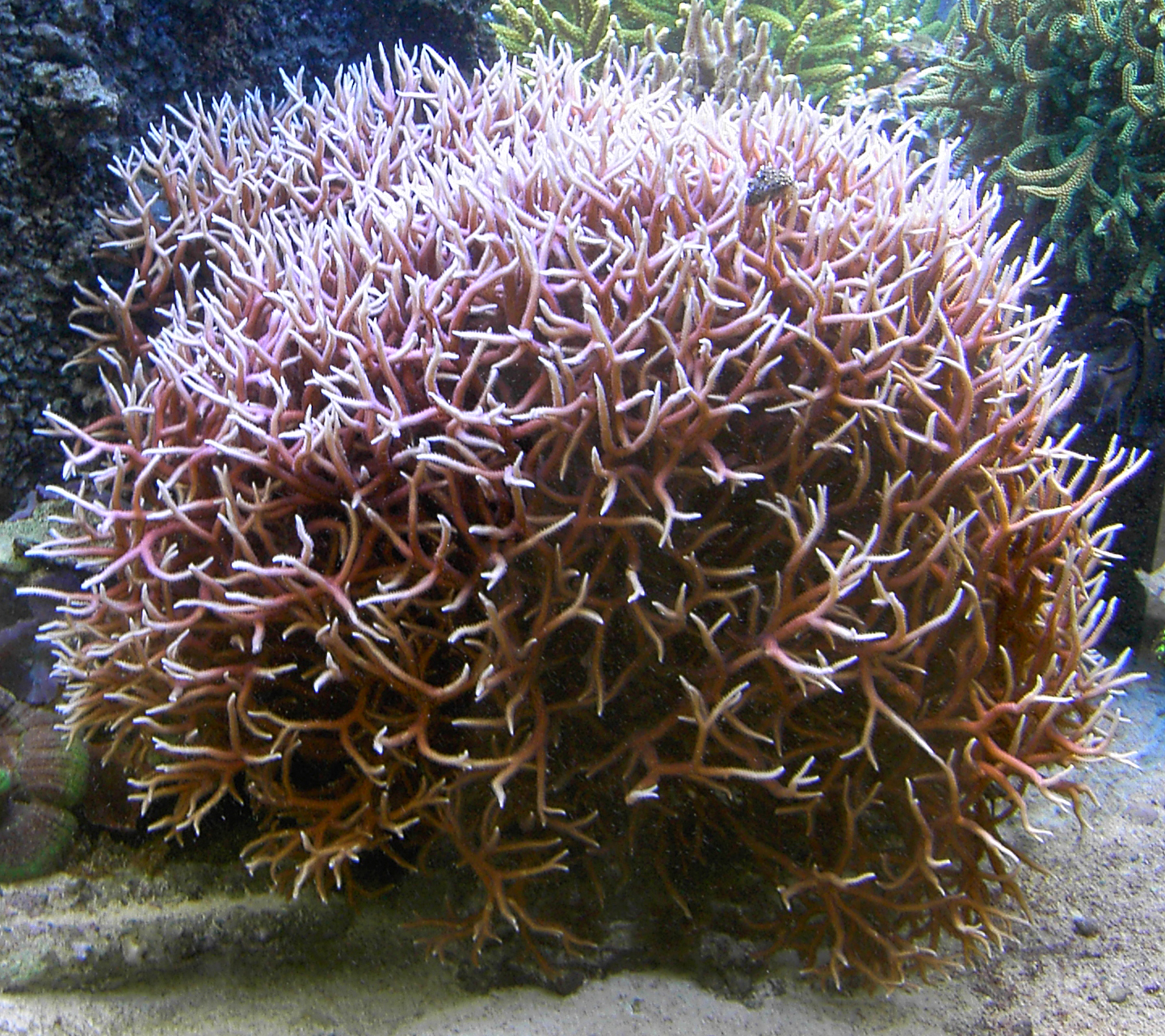
Seriatopora hystrix
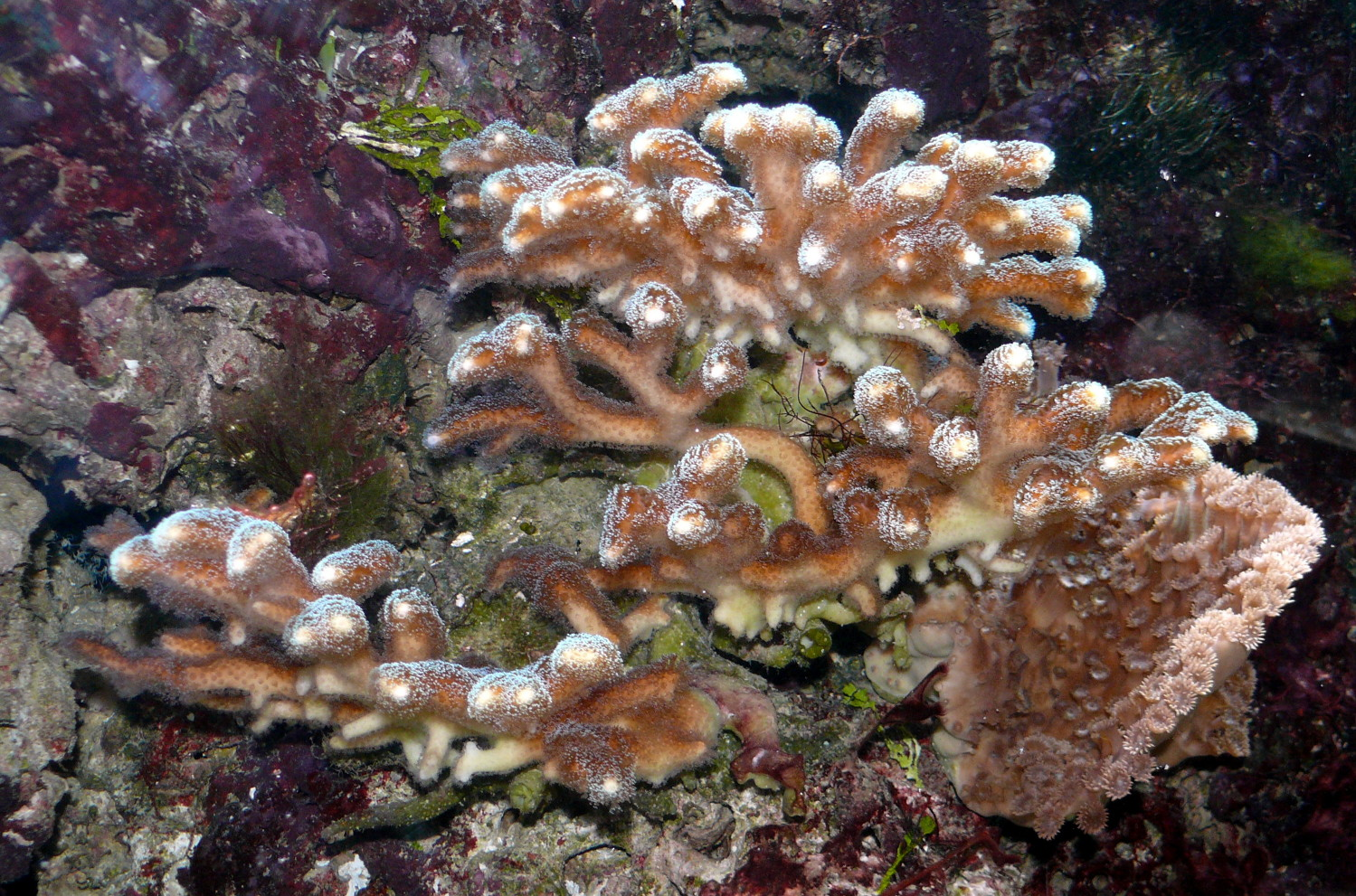
Stylophora pistillata